# QUELLE Bt.

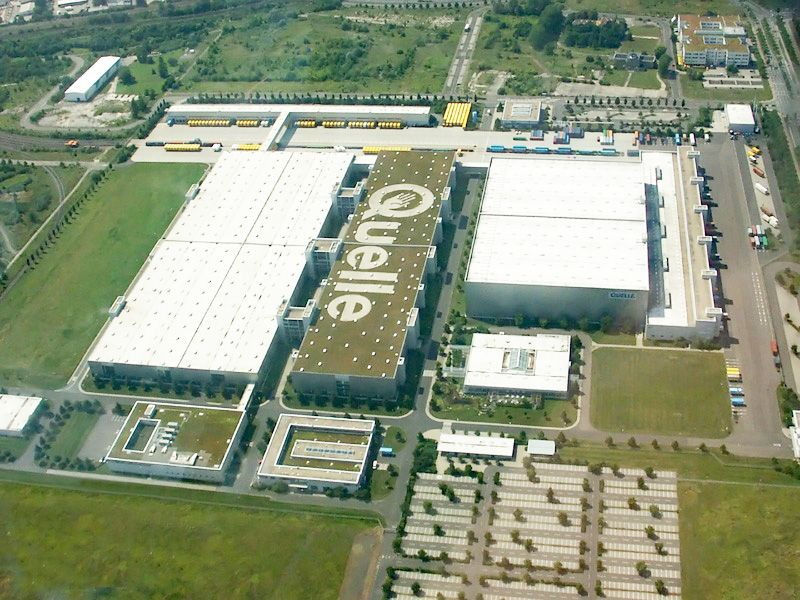
A németországi raktárépület.

A Quelle Bt. csomagküldő szolgálat a németországi Quelle GmbH magyarországi leányvállalata volt.
A 2008-as gazdasági világválság következtében az anyavállalat csődeljárást kezdeményezett saját maga ellen. A Bt az értékesítési tevékenységét 2009. november 19-től az árualap elfogyása miatt megszüntette.
Évente több mint 20 katalógust adott ki, amelyben a vevők egy igen széles termékkínálatból válogathattak. A cég elsődleges termékei a ruházati termékek csoportjába tartoztak, de ezek mellett megtalálhatóak voltak még a lakástextíliák, elektronikai berendezések, kerti bútorok, lakberendezési termékek, illetve sporteszközök is.

## Csomagküldő szolgálatok Németországban
A 19. század végén jelent meg a piacon a csomagküldő szolgálat, mint kereskedési forma. Németországban az első csomagküldő szolgálatnak az August Stukenbrok Einbeck (ASTE) kereskedés számít, amely 1888-ban kezdte meg működését és bicikliket szállított. Ezután a Weimari Köztársaságban bővítették tovább a választékot újabb cégek, köztük a mára Németországban már közismert pforzheimi Versandhaus Klingel (1925) és a Fürthben alapított Quelle (1927). Majd a második világháború után megalakult a Neckermann Versand Frankfurtban (1950). Az ötvenes-hatvanas években erősen növekedett a csomagküldő szolgálatok forgalma. A hetvenes években ezen a piacon sok volt a felvásárlás. Ezután, mint nagyobb csomagküldők Németországban a Neckermann Versand – a Karstadt tulajdonában – és a Quelle maradtak meg. Ebben az időszakban kezdődtek meg a nagyméretű raktárak építései is és a logisztikai költségek csökkentésére való törekvés.

## A német anyacég története
A Quellét 1927. október 26-án alapította Gustav Schickedanz. 1964-ben felvásárolt egy másik csomagküldő céget, a Schöpflin-t. Az alapító halála után 1977-től az özvegye, Grete Schickedanz vitte tovább a céget. 1999-ben a Quelle egyesült a Karstadt AG-val és mint KarstadtQuelle AG működött tovább. Egy újabb átalakításnak köszönhetően létrejött az Arcandor csoport. A Quelle jelenleg az Arcandor csomagküldő csoport legnagyobb tagja, amely 2007 óta a csoport összes csomagküldő szolgáltatását magába foglalja.

## A német Quelle leányvállalatai
A Quelle az Arcandor AG legtágabb palettával rendelkező cége. Székhelye Nürnbergben van és körülbelül 21 ezer embert foglalkoztat. Legfontosabb leányvállalatai a Quelle Shops (Quelle boltok), Reise Quelle (Quelle Utazás), Quelle Technik-Center (Quelle műszaki központ) a külföldi leányvállalatai a következő országokban vannak jelen: Észtország, Görögország, Olaszország, Horvátország, Lettország, Ausztria, Lengyelország, Románia, Oroszország, Svájc, Szlovákia, Szlovénia, Csehország és Magyarország.

## Értékesítési stratégia
A Quelle cég a Multi-Channel-effektus előnyeit használja ki, melyben az internetes értékesítési csatorna nagyon erősen pozicionált. A Multi-Channel-effektus lényege, hogy a csatornák egymást erősítve növelik a cég forgalmát. Az online értékesítés 40%-a a katalóguson keresztül generálódott, fordítottan pedig a nyomtatott katalógusból való rendelés 28%-át az online üzlet indukálta.

## A Quelle magyarországi leányvállalata
A Quelle a magyarországi piacra 1992-ben lépett be. Eleinte Székesfehérváron volt a székhelye, majd pár évvel később felkerült Törökbálintra, tavaly (2007-ben) pedig beköltözött a fővárosba.
A németországi anyacég stratégiája az utóbbi években az online értékesítési csatorna felé irányul. Ezt szeretnék erősíteni az összes külföldi leányvállalat esetében is. Ez vevőbarát online áruházak kialakításával és átgondolt online marketingstratégiák kidolgozásával és implementálásával érhető el.

## Katalógusok
A csomagküldő szolgálatokra jellemző, hogy katalógusokat adnak ki, ezeket postai vagy más úton juttatják el vevőikhez, akik ezalapján adják le megrendeléseiket.
A Quelle évente két főkatalógust jelentet meg, amelyben a szezonhoz igazodó kínálatot találhatunk. A januárban megjelenő katalógus a tavaszi és nyári termékeket tartalmazza, a júliusban megjelenő katalógus pedig az őszi illetve téli termékeket. Emellett számos tematikus katalógus is megjelenik, mint például a Férfidivat, Lakberendezés, Baba&mama, Egészség&életmód, Sport&wellness és a Testreszabott divat.

## Külső hivatkozások
- Quelle Bt. Archiválva 2009. május 3-i dátummal a Wayback Machine-ben (halott link)
- Quelle GmbH
- http://www.vg.hu/vallalatok/kereskedelem/quelle-vegnapok-meg-a-katalogust-is-kiarusitjak-294649 Archiválva 2009. december 2-i dátummal a Wayback Machine-ben